# Nigel Olsson
Nigel Olsson (Wallasey, 10 de fevereiro de 1949) é um percussionista e cantor inglês, mais conhecido por sua duradoura colaboração com o cantor Elton John.
Um percussionista dinâmico e cantor de apoio, Olsson é considerado um dos segredos do estabelecimento da sonoridade marcante de Elton John, tendo sido membro do trio original, juntamente com o baixista Dee Murray. Além das colaborações com John, Olsson têm sido também um recorrente músico de sessão. Olsson também lançou diversos trabalhos como artista solo nas décadas de 1970 e 1980.

## Carreira artística

### Primeiros anos
Olsson nasceu em Wallasey, Cheshire, Inglaterra. Segundo de cinco filhos de John e Elsa Olsson, iniciou seus estudos musicais tocando guitarra em pequenos grupos, passando para a bateria em um evento desfalcado pelo baterista principal. Sua primeira aparição em gravação foi com a banda Plastic Penny, que lançou o álbum Two Sides of a Penny pela Page One Records em 1968. Olsson ganhou notoriedade na faixa "I Want You", fornecendo tanto vocais como a trilha de bateria. No anos seguinte, gravou a bateria para o single "Mr. Boyd/Imagine" da banda Argosy, que incluía o pianista Reginald Dwight (mais tarde consagrado mundialmente como Elton John). Olsson também colaborou brevemente com a band de hard rock Uriah Heep, tocando em uma canção do LP Very 'eavy... Very 'umble. Subsequentemente, Olsson colaborou com Elton John em Empty Sky (1969), seu álbum de estreia, e uniu-se a Dee Murray na banda The Spencer Davis Group. Posteriormente, os dois músicos formaram um trio com John, realizando turnês pelos Estados Unidos. Inicialmente contratados somente para uma faixa do álbum, Olsson e Murray juntaram-se a Davey Johnstone para formar a The Elton John Band, responsável por todas as produções em estúdio do músico ao longo da década de 1970.

### 1970-1989: Colaboração com Elton John
Com Johnstone, Olsson e Murray, John lançou-se ao sucesso com álbuns de alta aclamação crítica e diversas canções nas paradas de sucesso. Os álbuns mais memoráveis desta fase incluem Honky Chateau (1972), Don't Shoot Me I'm Only the Piano Player (1973), Goodbye Yellow Brick Road (1973) e  Caribou (1974). No entanto, pouco após a produção de Captain Fantastic and the Brown Dirt Cowboy, em julho de 1974, o percussionista Ray Cooper ingressou em turnê com a banda de Elton John. Neste mesmo período, Olsson performou nas apresentações em território norte-americano. 
Em 1971, Olsson produziu e lançou seu primeiro álbum em carreira solo.

## Discografia
- Nigel Olsson's Drum Orchestra and Chorus (1971)
- Nigel Olsson (1975)
- Nigel Olsson (1978)
- Nigel (1979)
- Changing Tides (1980)
- Move The Universe (2001)